# Mahendra
 (juin 2014).
Mahendra est un terme de l'hindouisme, un synonyme au nom du dieu Indra. Il est composé des mots Maha: grand, et Indra, le roi des dieux. Le terme, de nos jours, qualifie des gens d'importance comme des rois. Le mot proche Mahindra désigne de nombreuses entreprises sur le sous-continent indien.